# Aventurile lui Huckleberry Finn

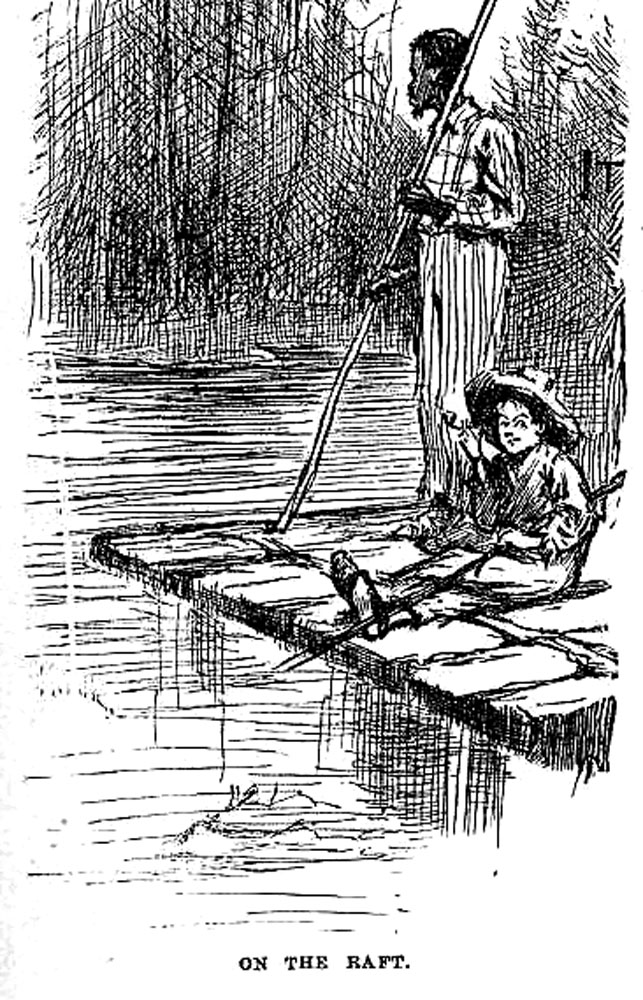
Desen din ediția din 1884, în care apar Huckleberry Finn și Jim pe pluta construită de ei

Aventurile lui Huckleberry Finn (în engleză The Adventures of Huckleberry Finn) este un roman pentru copii scris de Mark Twain. A apărut mai întâi în Anglia (decembrie 1884), apoi în Statele Unite (februarie 1885). Este considerat a fi o lucrare importantă în literatura universală, și unul din Marile Romane Americane.

## Rezumat
Huckleberry Finn trăiește în târgușorul american imaginar St. Petersburg, Missouri, și duce o viată de hoinar, până când o vaduvă îl ia să îl educe și să îl învețe carte. Dar cand copilul a început să se acomodeze cu noua sa viața, apare tatăl său care îl răpește, vrând să îl desvețe de bunele maniere cu care Huckleberry se acomodase in noua sa viața. Huck evadează de acolo, înscenând totul ca și cum ar fi fost omorât. El fuge pe o altă insulă unde se întâlnește cu un negru fugar pe nume Jim. Cei doi se duc pe o plută în statele libere, dar în drumul lor ei întâlnesc doi hoți care îl vând pe Jim ca sclav unui fermier, unchiul personajului de roman Tom Sawyer. Huck fuge și, împreună cu Tom, îl eliberează pe Jim în stil eroic, Tom dăruindu-i lui Jim patruzeci de dolari, iar Jim fiind foarte mulțumit și spunând că semnul că va fi iar bogat s-a împlinit plănuind să fugă cu toții in Teritoriul Indian. Huck Finn află și că tatăl lui era mortul din casa care plutea pe Mississippi.